# Lithocarpus leiostachyus
Lithocarpus leiostachyus är en bokväxtart som beskrevs av Aimée Antoinette Camus. Lithocarpus leiostachyus ingår i släktet Lithocarpus och familjen bokväxter. Inga underarter finns listade.